# Rushcliffe
Rushcliffe – najbardziej wysunięty na południe dystrykt hrabstwa Nottinghamshire w Anglii. W 2011 roku dystrykt liczył 111 129 mieszkańców. Stolicą jest West Bridgford. Dystrykt jest faktyczną siedzibą klubu piłkarskiego Nottingham Forest F.C. - w jego granicach znajdują się zarówno stadion tej drużyny, jak i domy większości piłkarzy. 

## Miasta
- Bingham
- Cotgrave
- West Bridgford

## Inne miejscowości
Adbolton, Barton in Fabis, Bassingfield, Bradmore, Bunny, Car Colston, Clipston, Costock, Cropwell Bishop, Cropwell Butler, East Bridgford, East Leake, Edwalton, Elton on the Hill, Gamston, Gotham, Granby, Hawksworth, Hickling, Keyworth, Kingston on Soar, Kinoulton, Langar, Newton, Normanton on Soar, Normanton-on-the-Wolds, Owthorpe, Plumtree, Radcliffe on Trent, Ratcliffe-on-Soar, Rempstone, Ruddington, Saxondale, Shelford, Shelton, Sibthorpe, Stanford on Soar, Sutton Bonington, Thoroton, Thrumpton, Tithby, Tollerton, West Leake, Whatton, Widmerpool, Wilford, Wilford Hill, Willoughby-on-the-Wolds, Wysall.